# Phaulochernes townsendi
Phaulochernes townsendi är en spindeldjursart som beskrevs av Beier 1976. Phaulochernes townsendi ingår i släktet Phaulochernes och familjen blindklokrypare. Inga underarter finns listade i Catalogue of Life.